# Отто фон Лаутерберг
Отто фон Лаутерберг (нім. Otto von Lauterberg, ? — 16 лютого 1270) — 9-й магістр Лівонського ордену (1267—1270).

## Біографія
Походив з нижньосаксонського шляхетського роду Лаутенбергів (Луттенбергів). Висловлюється гіпотеза, що був молодшим сином графа Бурхарда Струво фон Лаутерберга. Про дату народження й час вступу до Лівонського ордену практично нічого невідомо.
У 1267 році після відставки магістра Конрада фон Мандерна затверджений новим ландмейстером Ордену. Того ж року рушив проти південних куршів, яким завдав нищівної поразки. В результаті уся Курляндія остаточно підкорилася Лівонському ордену. Водночас зумів захопити ризького архієпископа Альбрехта II фон Зуербеєра, якого змусив визнати владу Ордену над Ригою та примусити відмовитися від політики на шкоду Лівонському ордену.
1268 року уклав мирний договір з Новгородською республікою, за яким лівонці відмовлялися допомагати Данській Естляндії. Втім 1268 року фон Лаутенберг спрямував допомогу данцям, місто яких Раквере облягали новгородці і псовиці. У Раковорській битві дансько-лівонська армія зазнала поразки. Проте, отримавши нову лівонську допомогу, зуміла відступити у порядку.
Невдовзі псковська дружина князя Довмонта сплюндрувала значну частину Східної Лівонії. В 1269 році Отто фон Лаутерберг здійснив похід у відповідь, що закінчився безрезультатною 10-денною облогою Пскова, відступом лицарів при наближенні новгородського війська на чолі з суздальським князем Юрієм Андрійовичем та укладення нового мирного договору між Орденом і Новгородом.
У грудні 1269 року великий князь Литовський Тройден за підтримки земгалів здійснив похід проти Лівонського ордену і Ризького архієпископа. Литовці та земгали в січні 1270 року по замерзлому морю пройшли до о. Езель. Проти них виступив магістр Лівонського ордену. Вирішальна битва відбулася в морській протоці неподалік о. Муху. В ній лицарське військо зазнало тяжкої поразки, а Отто фон Лаутерберг загинув.